# 30TH ANNIVERSARY OF NEXUS YEARS LIMITED COLLECTOR'S BOX
『30TH ANNIVERSARY OF NEXUS YEARS LIMITED COLLECTOR'S BOX』は、2015年7月22日にリリースされたANTHEMのボックス・セット。CD9枚、DVD1枚で構成されている。

## 概要
1985年にデビューしてから1992年に解散するまでのキングレコード/NEXUS在籍時の一部を除く作品を収めている。2000セット限定生産。
『THE SHOW CARRIES ON!』は含まれていないがCD盤ボーナス・トラック「HEADSTRONG（LIVE VERSION）」は収録されている。
アウト・テイク集である『EXTRA ANTHOLOGY OF ANTHEM』を除くすべてのアルバムはオリジナル・アナログ・マスターからの最新リマスタリングが施されている。

## 収録曲

### CD
- ANTHEM
- TIGHTROPE
- BOUND TO BREAK
- GYPSY WAYS
- HUNTING TIME
- NO SMOKE WITHOUT FIRE
- DOMESTIC BOOTY
- LAST ANTHEM
- EXTRA ANTHOLOGY OF ANTHEM

1. READY TO RIDE
作詞：坂本英三
作曲：福田洋也
2. SHED
作詞：坂本英三
作曲：福田洋也
3. STEELER（English Version）
作詞：坂本英三
作曲：柴田直人
4. ROCK'N ROLL STARS（English Version）
作詞：坂本英三
作曲：柴田直人
5. LAY DOWN（English Version）
作詞：坂本英三
作曲：福田洋也
6. BACK STREET GROOVE
作詞：坂本英三
作曲：福田洋也
7. STILL I'M IN CHAIN
作詞：坂本英三
作曲：福田洋也
8. ARE YOU READY?
作詞：森川之雄
作曲：柴田直人
9. A.D.D（Instrumental）
作曲：中間英明
10. Power & Blood（SYNTH INTRO VERSION）
作詞・作曲：柴田直人
11. RENEGADE（EDIT VERSION）
作詞：大内貴雅、柴田直人
作曲：柴田直人
12. WILD ANTHEM（VOCAL RETAKE VERSION）
作詞：坂本英三
作曲：柴田直人
13. TIGHTROPE DANCER（VOCAL RETAKE VERSION）
作詞：坂本英三
作曲：柴田直人
14. SILENT CHILD（CHORUS RETAKE VERSION）
作詞：柴田直人、森川之雄
作曲：柴田直人
15. DO YOU UNDERSTAND（BASS & GUITAR SOLO RETAKE VERSION）
作詞・作曲：柴田直人
16. HEADSTRONG（LIVE VERSION）
作詞：坂本英三
作曲：柴田直人

### DVD
- LIVE FOOTAGE OF LAST ANTHEM

1. SHOUT IT OUT!
2. GYPSY WAYS（WIN, LOSE OR DRAW）
3. DO YOU UNDERSTAND
4. SHOW MUST GO ON!

- SPECIAL INTERVIEW